# Il nostro agente Flint
Il nostro agente Flint  (Our Man Flint) è un film del 1966 diretto da Daniel Mann.
È una commedia di spionaggio statunitense con James Coburn, Lee J. Cobb, Gila Golan, Edward Mulhare e Benson Fong. È una parodia americana del personaggio di James Bond.

## Trama
Un trio di scienziati pazzi tenta di ricattare il mondo con una macchina capace di controllare le condizioni meteorologiche e gli eventi naturali come terremoti e vulcani. Il nascondiglio è in un'isola tropicale dove ha sede una comunità utopica chiamata "Galassia", diretta a sua volta da un potente criminale le cui mire travalicano le intenzioni benevole, seppur discutibili, degli scienziati. Interverrà l'eccentrico agente americano Flint, dalle mille risorse e dagli altrettanti gadget tecnologici, nonché dotato di fascino maschile. Tra Stati Uniti, Roma e i Tropici, belle donne e mattanze di cattivi di ogni risma, Flint sventerà ogni piano con l'immancabile finale pirotecnico catastrofico.

## Produzione
Il film, diretto da Daniel Mann su una sceneggiatura di Hal Fimberg e Ben Starr con il soggetto dello stesso Fimberg, fu prodotto da Saul David per la Twentieth Century Fox Film Corporation e girato a Washington.

## Distribuzione
Il film fu distribuito con il titolo Our Man Flint negli Stati Uniti dal 16 gennaio 1966 al cinema dalla Twentieth Century Fox Film Corporation.
Altre distribuzioni:
- in Danimarca il 26 febbraio 1966 (Vor mand Flint)
- in Svezia il 12 marzo 1966 (Vår man Flint)
- in Germania Ovest il 17 marzo 1966 (Derek Flint schickt seine Leiche)
- nel Regno Unito il 21 marzo 1966
- nei Paesi Bassi il 24 marzo 1966
- in Francia il 30 marzo 1966 (Notre homme Flint)
- in Finlandia il 1º aprile 1966 (Derek Flint erikoistehtävissä)
- in Australia il 7 aprile 1966
- in Belgio il 10 giugno 1966 (Derek Flint tegen Galaxy)
- in Canada (Notre homme Flint)
- in Turchia (Dünyayi Kurtaran Adam)
- in Ungheria (Derek Flint)
- nei Paesi Bassi (Derek Flint 1e Klas-6eDan)
- in Brasile (Flint Contra o Gênio do Mal)
- in Argentina (Flint peligro supremo)
- in Spagna (Flint, agente secreto)
- in Polonia (Nasz czlowiek Flint)
- in Italia (Il nostro agente Flint )

## Critica
Secondo il Morandini è un film "comico quasi-fumetto, che regge bene finché sta al gioco. Poi perde i colpi".

## Promozione
Le tagline sono:
- "The ORIGINAL man of mystery!".
- "Badder than Bond, hipper than Austin Powers...Flint is still the coolest cat!".
- "Introducing America's Playboy Hero!".

## Sequel
Il nostro agente Flint ha avuto due seguiti, A noi piace Flint del 1967 e il film-tv britannico Dead on Target del 1976.